# Condado de Travis
El condado de Travis es uno de los 254 condados del Estado estadounidense de Texas. La sede del condado es Austin, a la vez, siendo la mayor ciudad de este. El condado posee un área de 2.647 km² (los cuales 85 km² están cubiertos por agua), la población de 812.280 habitantes, y la densidad de población es de 317 hab/km² (según censo nacional de 2000). Este condado fue fundado en 1840.

## Galería

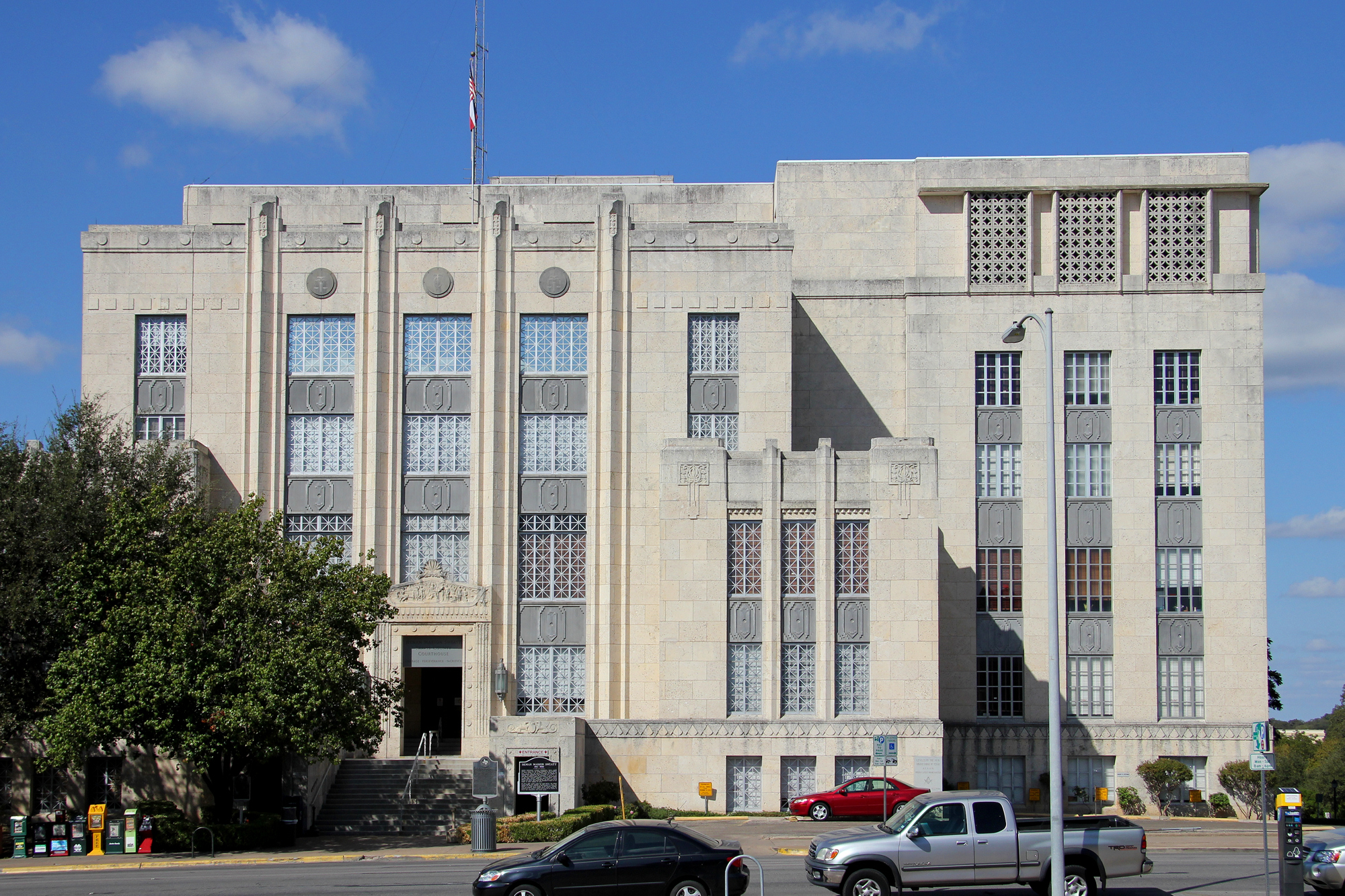
Palacio de Justicia del condado de Travis Heman Marion Sweatt
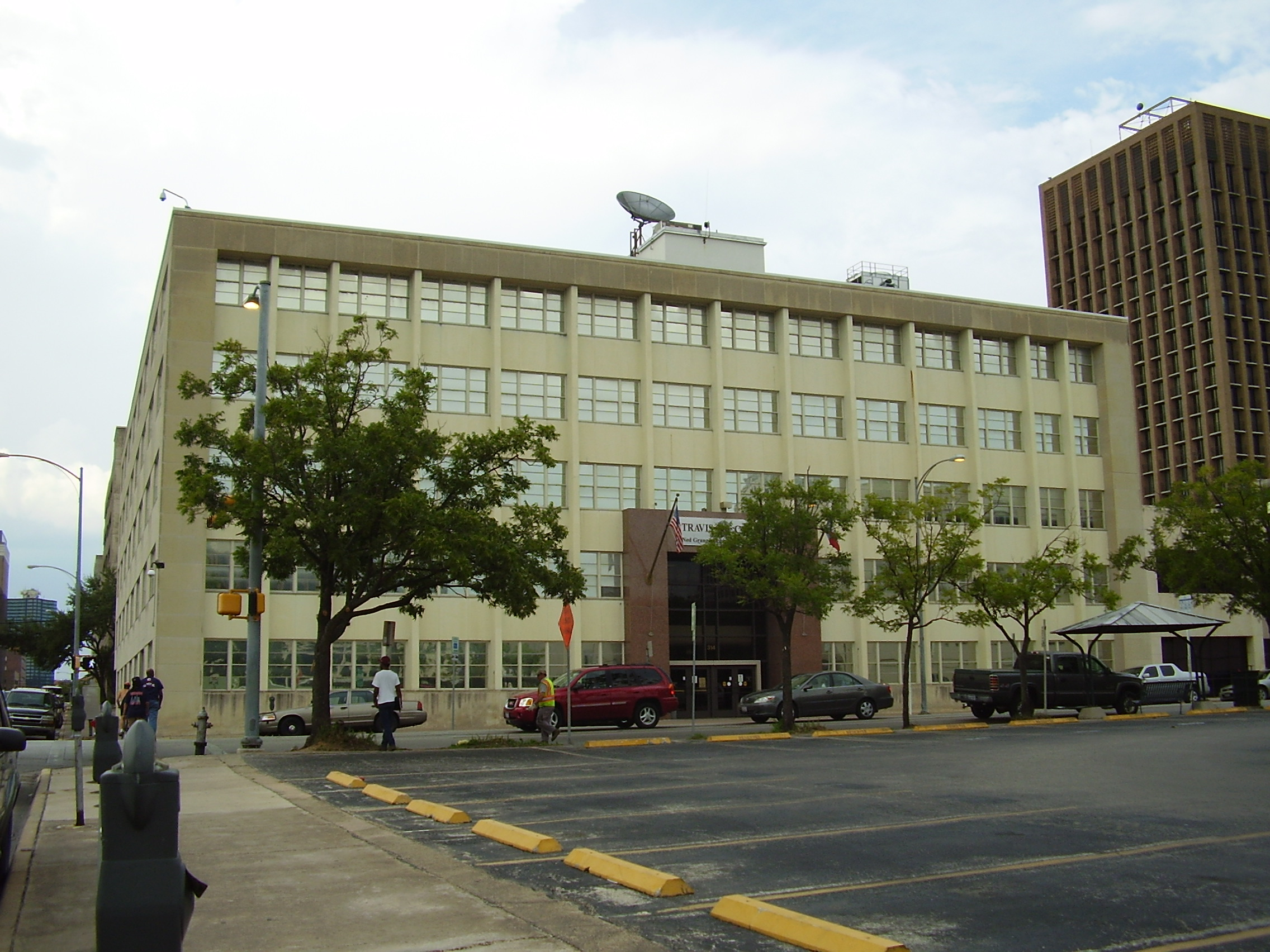
Edificio Administrativo Ned Granger